# Gellert Tamas
Gellert Victor Tamas ['ɡɛlæʈ 'tɑːmɐs], född 17 februari 1963 i Kristianstad, är en svensk journalist, dokumentärfilmare, föreläsare och författare av reportageböcker, mest känd för boken Lasermannen: en berättelse om Sverige.

## Biografi
Gellert Tamas föddes i en ungersk akademikerfamilj som ett av sju barn och växte upp i Kristianstad, men begav sig 1989 till Budapest för att söka sina rötter. Av en slump råkade han hamna mitt i Östeuropas fall och han rapporterade därför om saken till Sverige på plats. Tillbaka i Sverige frilansade han med artiklar om integration och etnicitet i rikstäckande dagstidningar och tidskrifter. År 1998 tog han tillfälligt anställning som informatör i New Delhi åt Röda korset.
Gellert Tamas har arbetat som journalist på TV4:s Kalla fakta och bland annat skrivit för tidningen Ordfront. 1995 utkom han och fotografen Robert Blombäck med boken Sverige, Sverige fosterland: om ungdom, identitet och främlingskap. Han gjorde tillsammans med fotografen Henrik Hjort dokumentären En annandag om en familj som miste en dotter i flodvågskatastrofen 2004. Sitt stora genombrott fick Tamas år 2002 med boken Lasermannen om John Ausonius, för vilken han belönades med Guldspaden; boken filmatiserades senare av Mikael Marcimain och belönades med Kristallen 2006.
Tamas gjorde 2006 reportaget Spelet om de apatiska barnen för SVT:s Uppdrag granskning som granskade de statliga utredningar om apatiska flyktingbarn som menar att en orsak till att barnen blir apatiska är att de manipuleras. Reportaget hävdade att bevis för manipulation saknades. Reportaget belönades med Ikarospriset för årets bästa samhällsreportage. Tamas TV-program fick även kritik – bland annat för journalistisk ohederlighet. Uppdrag Granskning beställde 2020 en ny utredning av programmet, de beskriver förbättringar av faktakontroll som de gjort sedan programmet sändes och sammanfattar rapporten som "... reportaget ger en förenklad och ensidig bild ..."
Tamas gav 2009 ut boken De apatiska: Om makt, myter och manipulation. Boken har ifrågasatts av både journalister och personer, beskrivna i boken. De anser att skildringen är onyanserad och svartvit, att Tamas utför karaktärsmord på flera personer och att boken innehåller många allvarliga faktafel. Boken hyllades också av många recensenter, bland annat kallades den för "ett glödande debattinlägg" av Svenska Dagbladet. Journalisten Maciej Zaremba kallade den för "ett av efterkrigstidens viktigaste reportage" och anser att boktitelns "de apatiska" inte står för de utpekade barnen, utan för riksdagen som beslutade att inte ge flyktingbarnen amnesti.
Psykiatern Thomas Jackson, som var regeringens utsedde expert, menade att Gellert Tamas spred myter om de apatiska barnen. Den 18 oktober 2008 anmälde regeringens nationella samordnare Marie Hessler och forskningsledaren Nader Ahmadi Uppdrag Gransknings program "Spelet om apatiska barnen" till Granskningsnämnden för radio och TV[uppföljning saknas] med skälet att Gellert Tamas förvrängt psykiatern Thomas Jacksons kommentarer. Tamas ska ha sagt att Jackson menade att barnen simulerade vilket enligt Hessler och Ahmadi är fel som istället fastställer att Jackson sade att "simulering kan vara en av orsakerna".
Divisionscheferna för Barn- och ungdomspsykiatrin i Stockholm kritiserade Tamas i en artikel där de menade att han spred rykten om psykiatrernas påstådda inkompetens i behandlingen av apatiska flyktingbarn.
År 2015 gjorde Tamas tillsammans med Lawen Mohtadi dokumentärfilmen Taikon om den stridbara författaren Katarina Taikon. Tillsammans skrev de även manus till filmen vilket var baserat på Mohtadis bok om Taikon.
År 2016 publicerade Tamas boken Det svenska hatet: En berättelse om vår tid, som utgör en närstudie av Sverigedemokraterna och i synnerhet Kent Ekeroth. Kritikern Sam Sundberg beskyllde Tamas för bristande källkritik men angav samtidigt att boken "är en viktig inlaga om det som partiet försöker dölja".

### Kontroverser

#### Lawen Mohtadi-dispyten
Den 4 april 2019 publicerade SVT en artikel om att Tamas skulle stämma Expressen efter att de publicerat ett Facebook-inlägg av journalisten och författaren Lawen Mohtadi där hon kritiserar Tamas för att vara "som en översittare och narcissist med en uppblåst självbild och uppfattningen att andra bör vara tacksamma över att få arbeta tillsammans med honom". "Journalisten och författaren Gellert Tamas anmäler Expressen till Pressens Opinionsnämnd efter att tidningen publicerat en text av hans tidigare filmkollega Lawen Mohtadi." Mediernas Etiknämnd klandrade i maj 2020 Expressen för att ha brutit mot god publicistisk sed.

#### De apatiska flyktingbarnen
Den 23 september 2019 publicerade tidskriften Filter ett längre reportage om historien om apatiska flyktingbarn i Sverige, inklusive intervjuer med två barn som tvingats spela apatiska. Redan innan publiceringen var uppmärksamheten stor, med en serie debattartiklar i DN. Efter publiceringen uppmärksammades reportaget stort. "Att barnen själva äntligen kommer till tals är en viktig vändning. Apatifrågan är en del av den svenska migrationspolitiken som behöver få sin historia skriven på riktigt." "Filters avslöjande måste leda till en rejäl medial självrannsakan. Men det får inte stanna där: Regeringen måste ge Socialstyrelsen i uppdrag att ta fram nya riktlinjer, där apatiska barn skyddas från sina familjer, och utreda hur det kunde gå så snett från början."
Debatten fortsatte under hösten 2019. Hans Bendz, pensionerad psykiater, skrev i Dagens Medicin: "Reportaget i Filter ger nu ett facit till den infekterade debatten för 15 år sedan. Simulering förekom, vilket bekräftas av två av barnen, nu vuxna, som i Sandstigs reportage berättar om sin plågsamma tid som ›apatisk‹ simulant. Simulerandets verkliga omfattning kommer vi aldrig att få veta men omständigheterna kring endemin av ›apatiska‹ barn tillåter mig att gissa att simulering förelåg i en majoritet av fallen snarare än en minoritet." Hanne Kjöller i DN: "Varje redaktör som upplåtit utrymme åt dessa mediala hedersmord, och som dessutom gett Tamas privilegiet att få sista ordet, borde trä en brun papperspåse över huvudet och sätta sig i ett hörn och skämmas." Peter Santesson, opinionschef på Demoskop i Dagens Samhälle: "Efter att själv ha läst journalerna hävdar jag att utdragen som Filter har publicerat är representativa. Det är inte ett skevt urval från ett material som egentligen drar i en annan riktning, utan ger relevanta exempel på det som beskrivs i de norska journalerna. Tamas har förtigit avgörande uppgifter."

## Radio
Sommaren 2006 var Tamas en av sommarvärdarna i Sveriges Radio P1.

## Filmografi
- 2005 – Lasermannen - dokumentären
- 2011 – Fången – Dawit Isaak och tystnaden
- 2015 – Taikon

## Priser
- 2003 – Guldspaden – för boken Lasermannen
- 2004 – Stockholms läns landstings årliga pris mot främlingsfientlighet
- 2005 – Kristallen – för dokumentären Lasermannen
- 2006 – Pocketgalans specialpris – för boken Lasermannen
- 2006 – Stockholm stads hederspris i litteratur
- 2006 – Ikarospriset – årets bästa samhällsprogram för Spelet om de apatiska barnen
- 2006 – Prix Europa – Hedersomnämnande för Lasermannen
- 2018 – Torgny Segerstedts frihetspenna